# شهرستان یاشکینسکی
شهرستان یاشکینسکی (به لاتین: Yashkinsky District) یک شهرستان در روسیه است که در استان کمروو واقع شده‌است.